# Stjärnorna
Chansons représentant la Suède au Concours Eurovision de la chanson
Eloise
(1993) Se på mej
(1995)
Stjärnorna (en français Les Étoiles) est la chanson représentant la Suède au Concours Eurovision de la chanson 1994. Elle est interprétée par Marie Bergman et Roger Pontare. 

## Eurovision
La chanson est la première de la soirée, précédant Bye Bye Baby interprétée par CatCat pour la Finlande.
À la fin des votes, elle obtient 48 points et finit à la 13e place sur vingt-cinq participants.